# Titans (seriál, 2018)
Titans je americký akční televizní seriál, natáčený na náměty z komiksů vydavatelství DC Comics. Jeho autory jsou Akiva Goldsman, Geoff Johns a Greg Berlanti. Zveřejňován je od 12. října 2018, první dvě řady byly vydány na streamovací službě DC Universe, od třetí série na HBO Max. Seriál se zabývá stejnojmenným superhrdinským týmem, který vede Dick Grayson / Robin / Nightwing.
Ze seriálu Titans byl jako spin-off odvozen seriál Doom Patrol, který měl premiéru v roce 2019.

## Příběh
Dospívající Rachel Rothová žije se svou matkou, zároveň však disponuje záhadnou silou, která je nebezpečím pro její okolí. Když její matku zavraždí zabiják, Rachel uprchne a snaží se schovat před podivnými lidmi, kteří po ní pátrají. Shodou okolností se dostane do péče detroitského detektiva Dicka Graysona, bývalého cirkusového artisty a později maskovaného strážce pořádku s přezdívkou Robin, bývalého Batmanova pomocníka. Přidají se k nim i další dvě osoby disponující různými nadlidskými schopnostmi: nebezpečná Kory Andersová, trpící amnézií, a mladý Gar Logan. Společně se snaží dívku uchránit a zároveň pátrají po Rachelině původu. Ve druhé řadě je hlavním protivníkem nemilosrdný zabiják Deathstroke a ve třetí řadě se tým musí vypořádat s doktorem Jonathanem Cranem.

## Obsazení
- Brenton Thwaites (český dabing: Jan Maxián) jako Richard „Dick“ Grayson / Robin / Nightwing
- Anna Diop (český dabing: Terezie Taberyová) jako Koriand'r / Kory Andersová / Starfire
- Teagan Croft (český dabing: Marianna Jurková) jako Rachel Rothová
- Ryan Potter (český dabing: Robert Hájek) jako Garfield „Gar“ Logan / Beast Boy
- Curran Walters (český dabing: Jakub Nemčok) jako Jason Todd / Robin / Red Hood (2.–3. řada, jako host v 1. řadě)
- Conor Leslie (český dabing: Pavlína Kostková Dytrtová) jako Donna Troyová / Wonder Girl (2.–3. řada, jako host v 1. řadě)
- Minka Kelly (český dabing: Zuzana Ščerbová) jako Dawn Grangerová / Dove (2.–3. řada, jako host v 1. řadě)
- Alan Ritchson (český dabing: Václav Rašilov) jako Hank Hall / Hawk (2.–3. řada, jako host v 1. řadě)
- Chelsea Zhang (český dabing: ?) jako Rose Wilson (2. řada)
- Joshua Orpin (český dabing: Pavel Dytrt) jako Subject 13 / Conner / Superboy (2.–3. řada)
- Savannah Welch (český dabing: Helena Dvořáková) jako Barbara Gordonová (3. řada)
- Damaris Lewis (český dabing: Kateřina Peřinová) jako Komand'r / Blackfire (3. řada, jako host ve 2. řadě)

## Vysílání
| Řada | Díly | Zveřejnění v USA  | Zveřejnění v USA   | Stanice v USA |
| Řada | Díly | První díl         | Poslední díl       | Stanice v USA |
| ---- | ---- | ----------------- | ------------------ | ------------- |
| 1    | 11   | 12. října 2018    | 21. prosince 2018  | DC Universe   |
| 2    | 13   | 6. září 2019      | 29. listopadu 2019 | DC Universe   |
| 3    | 13   | 12. srpna 2021    | 21. října 2021     | HBO Max       |
| 4    | 12   | 3. listopadu 2022 | 11. května 2023    | HBO Max       |

Úvodní díl byl zveřejněn 12. října 2018 na streamovací službě DC Universe. Ještě před jeho premiérou bylo 3. října 2018 oznámeno, že seriál získá i druhou řadu, jejíž první díl byl zveřejněn 6. září 2019. Třetí řada, s plánovanou premiérou na podzim 2020, byla ohlášena v listopadu 2019. Její natáčení začalo kvůli pandemii covidu-19 se zpožděním až na podzim 2020, takže úvodní epizoda byla vydána 12. srpna 2021. Od třetí řady byl seriál zároveň přesunut na službu HBO Max. V říjnu 2021 byla potvrzena objednávka čtvrté série.